# Yurt
Pour plus de détails, voir Fiche technique et Distribution.
Yurt (litt. « Dortoir ») est un film turco-germano-français réalisé par Nehir Tuna, sorti en 2023. Il s'agit du premier long métrage du réalisateur, inspiré de son expérience,.
Il est présenté en avant-première mondiale à la Mostra de Venise 2023, en compétition pour le Queer Lion,,.

## Synopsis
En 1996, quelque part en Turquie, sa famille envoie leur fils, Ahmet, 14 ans, dans un pensionnat religieux pour un chemin vers rédemption et pureté, selon son père converti. Cet adolescent y est ravagé…

## Fiche technique
Sauf indication contraire, les informations mentionnées dans cette section peuvent être confirmées par la base de données cinématographiques Unifrance,  présente dans la section « Liens externes ».
- Titre original et francophone : Yurt
- Réalisation et scénario : Nehir Tuna
- Musique : Avi Medina
- Décors : Abdul Vahhap Ayhan
- Costumes : Ayşenur Ünlü
- Photographie : Florent Herry
- Son : Mustafa Özyurt et Simone Weber
- Montage : Ayris Alptekin
- Production : Tanay Abbasoglu (TN Yapim), Dorothe Beinemeier (Red Balloon Film) et Thierry Lenouvel (Ciné-Sud Promotion)
- Coproduction : Ozan Bilen, Didem Ellialti, Gökalp Köseoglu, Eva Selin et Nehir Tuna
- Sociétés de production : TN Yapim ; Ciné-Sud Promotion (coproduction française) et Red Balloon Film (coproduction allemande)
- Société de distribution : Sophie Dulac Distribution (France)
- Pays de production :  Turquie,  Allemagne,  France
- Langue originale : turc
- Format : noir et blanc
- Durée : 116 minutes
- Genre : drame
- Dates de sortie :
  - Italie : 2 septembre 2023 (Mostra de Venise)
  - France : 3 avril 2024
  - Turquie : 26 avril 2024 (Festival international du film d'Istanbul)[5]

## Distribution
Acteurs principaux
- Doğa Karakaş : Ahmet
- Can Bartu Aslan : Hakan
- Ozan Çelik : hodja Yakup
- Tansu Biçer (en) : Kerim, le père d'Ahmet
- Didem Ellialti : la mère d'Ahmet

Acteurs secondaires
- Isilti Su Alyanak : Sevinç
- Orhan Güner : hodja Behlül
- Emrullah Erbay : hodja Enes
- Ercan Erdil : la brute du dortoir
- Fatih Berk Şahin : la brute de l'école
- Miraç Kaya : Musa
- Erdi Kökerer : Macid
- Tolga T. Talay : un hodja
- Nazli Benan Özkaya : le professeur d'anglais
- Ozan Bilen (tr) : le conducteur du ramassage scolaire

## Production

### Genèse et développement
Nehir Tuna s'est inspiré de sa propre expérience, « des souvenirs forts », tout comme le personnage principal du film, fréquentant un pensionnat religieux pendant cinq ans, pour son premier long métrage coproduit par le Turc Tanay Abbasoğlu pour la société de production TN Yapım et l'Allemande Dorothe Beinemeier pour Red Balloon Film GmbH, ainsi que le Français Thierry Lenouvel pour Ciné-Sud Promotion, avec le soutien de la bourse Sundance pour la production et le développement.
En 2018, le réalisateur est invité au Nipkow Programm à Berlin (Allemagne). En 2019, le film est sélectionné comme finaliste pour le Sundance Screenwriters Lab, puis, en 2020, le Sundance Visitors and Screenwriters Lab, avant de remporter le prix Work in Progress, lui donnant 80 000 livres turques, au Antalya Film Forum en 2022 et de recevoir le soutien à la production du Hamburg Film Fund, ainsi que du Centre national du cinéma français,.

### Tournage
Le tournage a lieu à Izmir, dans la région Égéenne (Turquie), en 2019, et prend fin en 2022.

## Accueil

### Festivals et sortie
Fin juin 2023, le film est sélectionné en compétition dans la section « Orizzonti » à la Mostra de Venise.  Il y est projeté le 2 septembre, où l'équipe a été applaudie à la fin du film pendant cinq minutes,. Le 9 septembre, il remporte le prix du meilleur scénario pour le réalisateur Nehir Tuna. Il est également présenté en octobre au Festival international du film de Saint-Jean-de-Luz,, en décembre au Festival international du film de Marrakech, où l'acteur principal Doğa Karakaş récolte le prix du meilleur acteur, et le 27 janvier 2024 au Festival international du film de Göteborg.
Début septembre 2023, la date de sortie en Turquie devait être annoncée « dans les prochains mois ». Il est cependant sélectionné au Festival international du film d'Istanbul, d'où la projection nationale a lieu dans l'après-midi du 26 avril 2024.
En France, alors qu'il devait sortir le 20 mars 2023 en salles de cinéma, le film s'est vu décaler au 3 avril suivant.

### Critique
Début septembre 2023, Fabio Farzetti de The Hollywood Reporter assure que le film « a un langage cinématographique mature et conscient portant l'influence des années 1960. (…) C'est une agréable surprise racontant l'histoire paradoxale d'un adolescent pris entre tensions religieuses et explosions de testostérone. ».

## Distinctions

### Récompenses
- Festival international du film de Marrakech 2023 : meilleur acteur pour Doğa Karakaş[16]
- Festival international du film de Saint-Jean-de-Luz 2023[14],[15] :
  - Prix SFCC de la Critique
  - Meilleur réalisateur
- Mostra de Venise 2023 – section « Orizzonti »[1] : meilleur scénario pour Nehir Tuna[13]

### Sélection
- Festival international du film de Göteborg 2024 : compétition « Ingmar Bergman »[17]